# Pusztatorony (Fegyvernek)
Fegyvernek s egyben Jász-Nagykun-Szolnok vármegye egyik legrégebbi műemléke a gótikus stílusban 1480 körül épült Pusztatorony, más néven Csonkatorony. Első leírását Ipolyi Arnold, a magyar műemlékkutatás egyik megalapozója hagyta ránk 1868-ból. 
A téglából és kőből faragott négyzetes alapú torony megmaradt kétharmad része mintegy 16 méterre magasodik ki a jelenlegi környezetéből, a valaha hozzá csatlakozó templom egyhajós, íves záródású, 24 méter hosszú és 12 méter széles építmény volt. A torony rézsút álló magas támpillérei közül csak a délnyugatit kellett 1961-ben faragott kövekkel kiegészíteni.
1872-ben rajz is készült a torony akkori állapotáról, amely szerint a torony alacsony, gúla alakú tetőzete zsindellyel volt fedve. Ekkor még láthatóak voltak a középkori templom alapfalai és a homlokzat elé ugró torony.
Régészeti feltárását nem teszi lehetővé a körülötte elterülő temető.

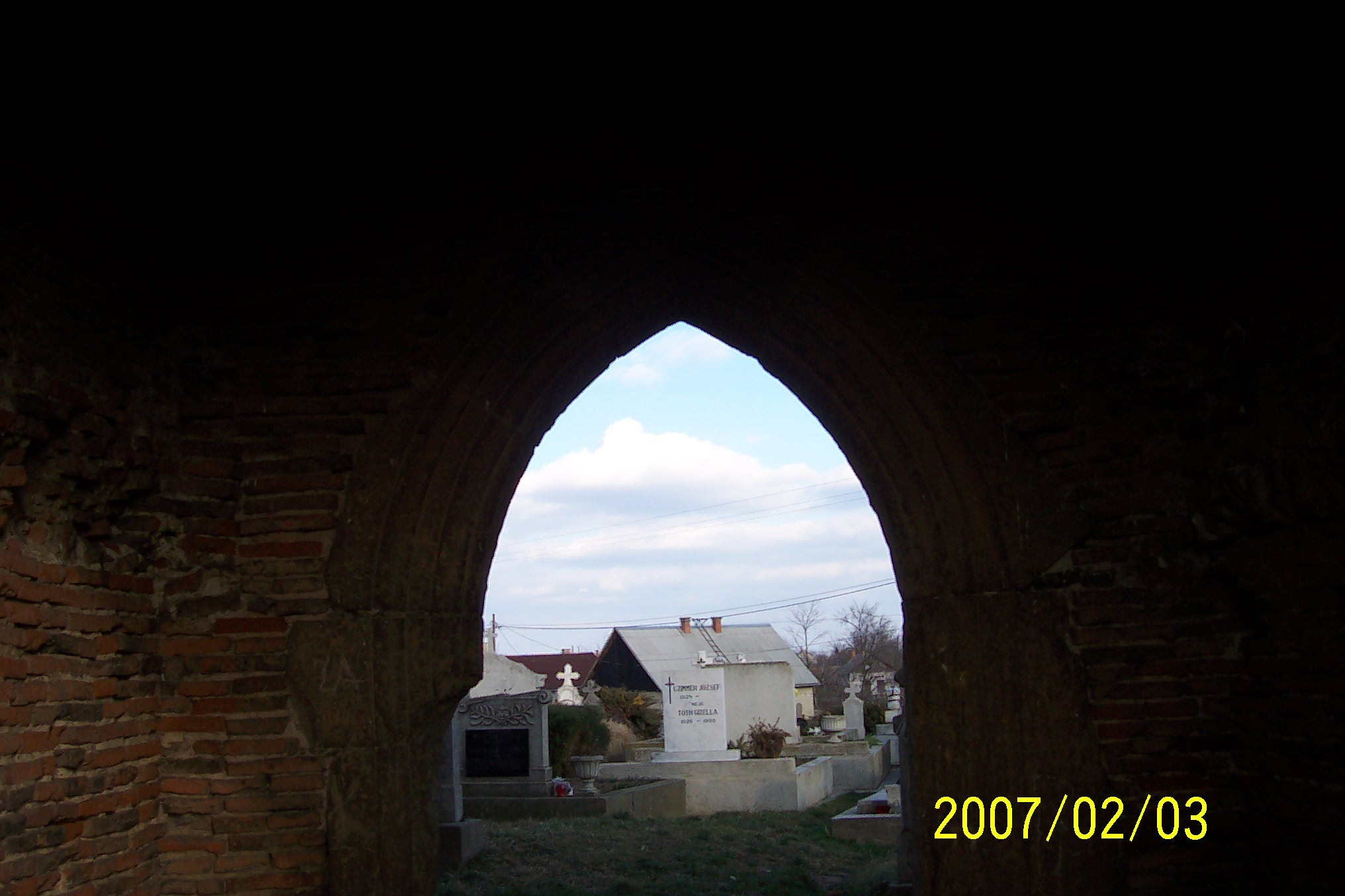
a torony belülről